# Rezerwat Hazarski
Rezerwat Hazarski (turkm. Hazar döwlet tebigy goraghanasy – Hazarski Państwowy Rezerwat Przyrody) – rezerwat przyrody (zapowiednik) założony w 1932 roku, znajdujący się w wilajecie balkańskim w zachodnim Turkmenistanie, obejmujący grupę obszarów chronionych położonych na południowo-wschodnim wybrzeżu Morza Kaspijskiego, których łączna powierzchnia wynosi 268 037 ha.
Od 2009 roku rezerwat figuruje na turkmeńskiej liście informacyjnej – liście obiektów rozważanych do zgłoszenia na listę światowego dziedzictwa UNESCO. Obszar może zostać wpisany na listę na podstawie kryterium przyrodniczego X.

## Charakterystyka

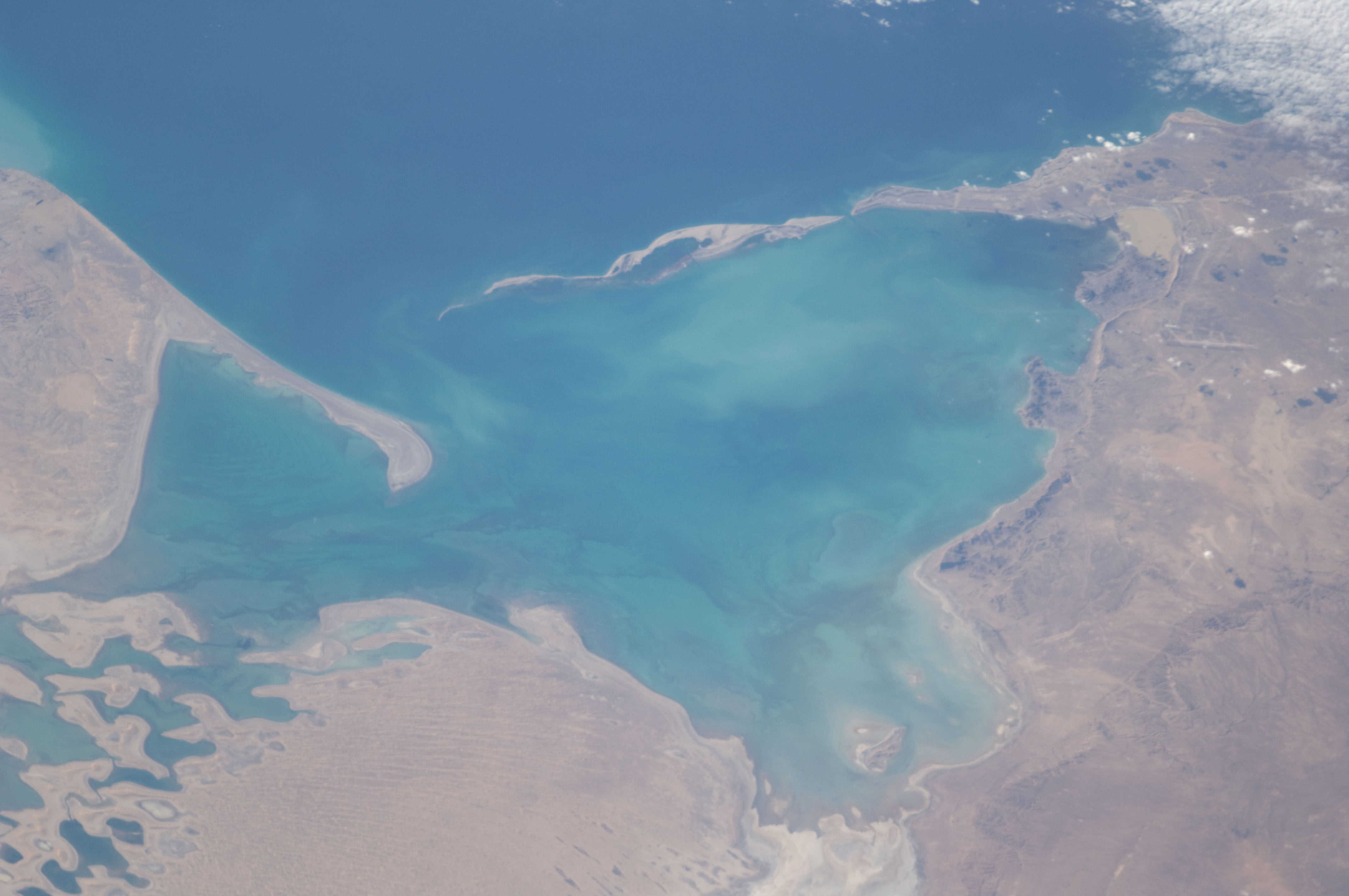
Zatoka Turkmenbaszy widziana z pokładu ISS (2011)

Rezerwat Hazarski składa się trzech części położonych na południowo-wschodnim wybrzeżu Morza Kaspijskiego: Hazar (191 337 ha) i Esenguly (69 700 ha) oddalonych od siebie o ok. 300 km oraz rezerwatu na wyspie Ogurjaly (7 000 ha).
Pierwsza część obejmuje płytkie wody Zatoki Turkmenbaszy oraz jej mniejszych odgałęzień – Zatoki Balkan i Zatoki Demirgazyk Çeleken. 77% powierzchni tego obszaru zajmują wody, które otacza 1-kilometrowa strefa ochronna. Brzegi zatok tworzą liczne piaszczyste mierzeje oraz wysepki (z których największą jest Dagada o powierzchni 120 ha) porośnięte roślinnością halofilną. W większej odległości od nich rozpościerają się słone bagna oraz piaszczysta pustynia, nad którą górują wzniesienia o maksymalnej wysokości 282 m n. p. m. (góra Kalidag w rejonie miasta Turkmenbaszy).
Część Esenguly zajmuje pas wybrzeża o długości ok. 80 km i szerokości 7 km (3 km lądu i 4 km obszaru morskiego) rozciągający się od miejscowości Ekerem aż do granicy turkmeńsko-irańskiej w okolicach miasta Esenguly, a także niewielkie fragmenty wzdłuż granicy z Iranem, między wioskami Çaloýyk i Garadegiş oraz między Esenguly i wsią Ajyýap. Wybrzeże zajmują głównie słone bagna, a w południowej części obszaru znajduje się równina zalewowa rzeki Atrek.
Rezerwat na wyspie Ogurjaly powstał w celu hodowli gazeli czarnoogonowej (Gazella subgutturosa) i późniejszej jej reintrodukcji w różnych miejscach na terenie Turkmenistanu. Klimat wyspy jest łagodniejszy i bardziej wilgotny, co stwarza dogodne warunki do rozwoju roślinności. Dzięki temu flora Ogurjaly jest stosunkowo bogata i obejmuje 65 gatunków roślin.
W granicach Rezerwatu Hazarskiego – częściowo bądź w całości – znajduje się sześć ostoi ptaków IBA organizacji BirdLife International: Ogurjaly island (TM004), Turkmenbashy Bay (TM006), Garadashly – Ekerem (TM008), Ekerem – Esenguly (TM009), Delili – Garajabatyr (TM010) i Garadegish (TM011). Zatoka Turkmenbaszy stanowi również obszar wodno-błotny o znaczeniu międzynarodowym konwencji ramsarskiej o powierzchni 267 124 ha. Rezerwat Hazarski pokrywa 72% tego obszaru Ramsar.
Do czynników najbardziej zagrażających rezerwatowi zalicza się zanieczyszczenie ropą naftową, która na skalę przemysłową przetwarzana jest w rafineriach w portowym mieście Turkmenbaszy, oprócz tego nielegalne polowania na migrujące ptaki oraz degradacja siedlisk.

### Klimat

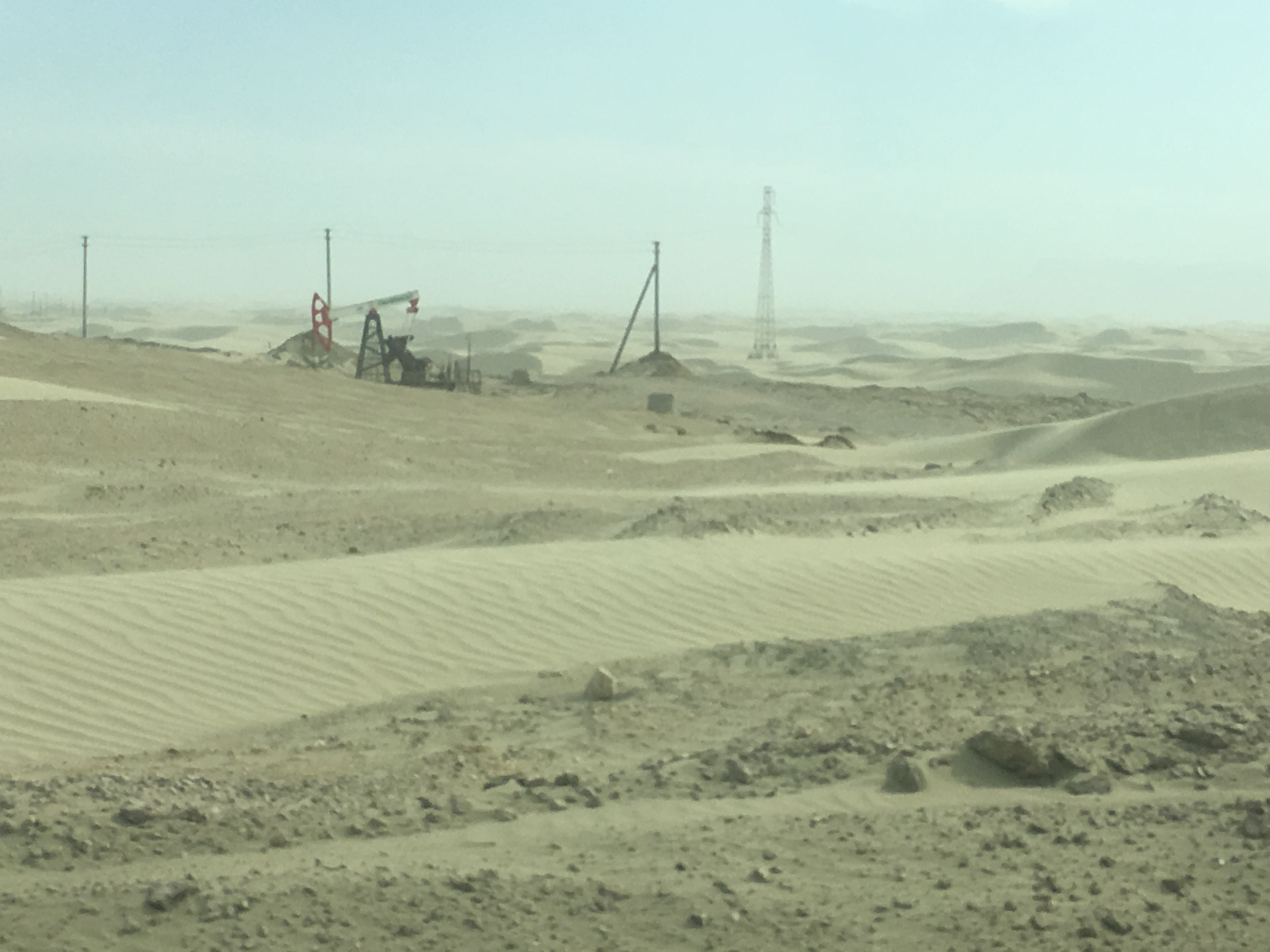
Krajobraz Półwyspu Çeleken położonego u południowego wybrzeża Zatoki Turkmenbaszy (2018)

Na obszarze rezerwatu występuje klimat kontynentalny z dużymi dobowymi wahaniami temperatury oraz niskim poziomem opadów (ok. 100–120 mm rocznie). Średnia roczna temperatura wynosi 15,8 °C (średnia miesięczna temperatura w styczniu to –4 °C, a w lipcu +28 °C), zanotowane maksimum wynosi +47 °C, a minimum to –21 °C. Przeważają wiatry północno-zachodnie przynoszące latem chłód a zimą mrozy. Wiatry południowo-wschodnie są rzadsze; niosą one ciepłe powietrze zimą, zaś latem skutkują bardzo upalną pogodą.

### Flora
W wodach zatok występuje duża różnorodność makrofitów obejmujących 28 gatunków zielenic, 11 gatunków krasnorostów i jeden gatunek brunatnicy; gromadzą się one wzdłuż wybrzeża oraz na głębokościach dochodzących do 6 m. W planktonie i bentosie występują setki gatunków mikroskopijnych okrzemków, sinic i bruzdnic.
Na terenie rezerwatu i terenów bezpośrednio doń przylegających stwierdzono występowanie 416 gatunków roślin naczyniowych, spośród których 6 gatunków figuruje w turkmeńskiej Czerwonej Księdze z 2011 roku jako gatunki rzadkie – Salsola transhyrcanica, Ammodendron eichwaldii, Climacoptera czelekenica, Malacocarpus crithmifolius i Lasiopogon muscoides. W morzu rośną hydrofity i hydrogeofity – rupia morska oraz gatunki z rodzaju jezierza, rdestnica i zostera.

### Fauna

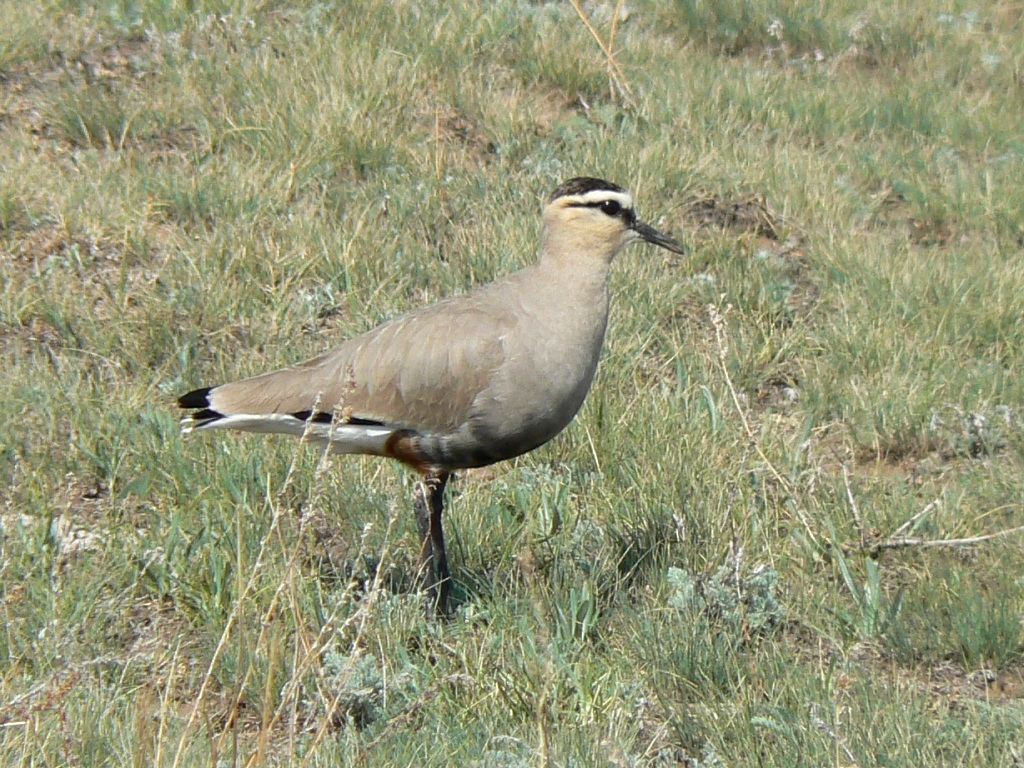
Krytycznie zagrożona czajka towarzyska sfotografowana w Kazachstanie (2008)

Rezerwat Hazarski wraz z terenami przyległymi zamieszkuje 55 gatunków ryb, 2 gatunki płazów, 37 gatunków gadów, 302 gatunki ptaków i 46 gatunków ssaków. 40 gatunków kręgowców jest wymienionych w Czerwonej Księdze Turkmenistanu z 2011 roku. Są to m.in.: minóg kaspijski, szyp, siewruga, bieługa, jesiotr rosyjski, pelikan różowy, pelikan kędzierzawy, bernikla rdzawoszyja, gęś mała, sterniczka, podgorzałka, hubara arabska, hiena pręgowana, karakal, kot pustynny i nerpa kaspijska. Chronionymi gatunkami owadów są Axiopoena maura, Epallage fatime, Bolivaria brachyptera oraz Prionyx nigropectinatus.
Rezerwat najbardziej znany jest jako miejsce postoju oraz zimowania ptaków migrujących. Przez jego obszar przebiegają trasy dwóch szlaków migracyjnych – afro-eurazjatyckiego oraz części szlaku środkowoazjatycko-indyjskiego. Szacuje się, że wzdłuż wschodniego wybrzeża Morza Kaspijskiego w XX wieku przelatywało ok. 5–8 mln osobników ptaków wodnych, a w Zatoce Turkmenbaszy zimowało do 800 tys. ptaków, co czyni Rezerwat Hazarski największym obszarem zimowania dla ptactwa wodnego, którego tereny lęgowe znajdują się w zachodniej Syberii, Kazachstanie oraz innych regionach Azji Środkowej. W latach 1971–2005 dominującymi gatunkami wędrownych były łyska (średnio ok. 48 tys. osobników rocznie), cyraneczka zwyczajna (do 27 tys.), kaczka krzyżówka (do 21 tys.), hełmiatka (do 50 tys.), głowienka (do 33 tys.), czernica (do 20 tys.), a w niektórych latach także łabędź niemy, łabędź krzykliwy i flaming różowy (ponad 25 tys. osobników). Krytycznie zagrożonym gatunkiem wodnym odnotowanych na tym stanowisku jest czajka towarzyska (Chettusia gregaria).

## Historia
Początki Rezerwatu Hazarskiego sięgają 1923 roku i zorganizowanej przez radzieckiego zoologa Michaiła Konstantinowicza Łaptiewa wyprawy badawczej w okolice miasta Hasan Kuli (obecnie Esenguly) położonego na południowo-wschodnim wybrzeżu Morza Kaspijskiego. Badania wykazały konieczność ochrony istniejących tam zimowisk ptactwa wodnego. W 1932 roku wystąpiono z wnioskiem o utworzenie w tym regionie Hasan-Kulijskiego Rezerwatu Ornitologicznego (ros. Гасан-Кулийский орнитологический заповедник), co nastąpiło uchwałą Rady Komisarzy Ludowych Turkmeńskiej SRR z 3 października 1932. Rok później rezerwat przemianowano na Wszechzwiązkowy Hasan-Kulijski Rezerwat Ornitologiczny (ros. Всесоюзный Гасан-Кулийский орнитологический заповедник). Jego powierzchnia wynosiła 97 000 ha (w tym równina zalewowa rzeki Atrek oraz 78 000 ha wód Morza Kaspijskiego).
W 1968 roku do rezerwatu przyłączono obszary w okolicy miasta Krasnowodzk (obecnie Tukmenbaszy), zmieniając jednocześnie jego nazwę na Wszechzwiązkowy Krasnowodzki Rezerwat Ornitologiczny (ros. Всесоюзный Красноводский орнитологический заповедник) i przenosząc jego siedzibę do tegoż miasta. Od 1974 lub 1978 roku aż do rozpadu Związku Radzieckiego w 1991 roku część rezerwatu stanowiła obszar wodno-błotny o znaczeniu międzynarodowym konwencji ramsarskiej; ponownie wyznaczono go – choć jedynie w obrębie Zatoki Turkmenbaszy – w 2008 roku.
W 1990 lub 1994 roku do Rezerwatu Krasnowodzkiego włączono rezerwat o powierzchni ok. 7 tys. ha położony na wyspie Ogurjaly. Na początku lat 80. XX wieku stworzono tu stado hodowlane gazeli czarnoogonowej (Gazella subgutturosa), której 13 dorosłych osobników sprowadzono na wyspę z rezerwatu Bathyz. Również w 1994 nazwę rezerwatu zmieniono na Hazarski Państwowy Rezerwat Przyrody.